# Nightshade (videohra, 1985)
Nightshade je akční videohra vyvinutá a distribuovaná firmou Ultimate Play The Game v roce 1985 pro počítač ZX Spectrum, následně i pro Amstrad CPC, Commodore 64, BBC Micro a MSX. Hrdinou hry je rytíř, který prochází zakleté středověké město obydlené příšerami a musí zničit čtyři po něm se toulající démony.
Ve hře je pro dosažení trojrozměrného efektu použito izometrické zobrazení tvořené grafickým enginem, tvůrci označený Filmation II. Filmation II plynule posouvá herní plochu, rozdílně od přepínání mezi obrazovkami v předchozích trojrozměrných hrách od Ultimate. Engine byl použitý ještě v pozdější hře Gunfrigt.
Hra byla příznivě přijata, a to zejména pro svou detailně propracovanou grafiku s vykreslenou atmosférou středověkého města a dobrou animaci.

## Hratelnost
Hra Nightshade využívá izometrického zobrazení. Hráč se v ní ujímá role rytíře, jenž vstupuje do morem zamořené středověkého města Nightshade, aby porazil čtyři démony, kteří v něm sídlí. Všichni obyvatelé se navíc proměnili v upíry a další nadpřirozené bytosti. Pokud se rytíř dostane s těmito příšerami do kontaktu, nakazí se. Opakovaným kontaktem změní svou barvu z bílé na žlutou a následně na zelenou, což povede k jeho smrti. Rytíř může být nepřítelem zasažen až třikrát, přičemž čtvrtý zásah vede k odečtení jednoho života.
Cílem hry je najít a zničit po městě se toulající čtyři démony: smrtku, mnicha, ducha a kostlivce. Každého z nich lze zranit specifickým předmětem, který musí hráč sebrat: kladivo, Bibli, krucifix a přesýpací hodiny. Po sesbírání předmětů musí hráč vystopovat konkrétního démona a použít proti němu ten správný, aby ho zničil. Po zničení všech čtyř démonů hra končí. Na obranu proti dalším nepřátelům, jako jsou upíři a příšery, se hráč může vyzbrojit „protilátkami“, jež na ně může následně házet. Protilátky lze nalézt v domech po vesnici a jakmile je hráč použije, pomalu se vyčerpají. Mezi další sběratelské předměty patří extra životy a boty, které umožňují postavě hráče běžet rychleji.